# Mošeja Kuba
Mošeja Kuba (arabsko مَسْجِد قُبَاء, latinizirano: Masjid Qubā) je mošeja v Medini, v regiji Hedžas v Saudovi Arabiji, zgrajena v času življenja islamskega reroka Mohameda v 7. stoletju n. št.. Domneva se, da je prva mošeja na svetu, zgrajena na prvi dan Mohamedove emigracije v Medino. Njegov prvi kamen naj bi položil prerok, strukturo pa so dokončali njegovi tovariši. Mošeja se je kasneje skozi stoletja spreminjala do 1980-ih, ko je bila v celoti nadomeščena z novo stavbo, ki stoji še danes.

## Zgodovina

### Izvor
Po zgodovinskih islamskih besedilih se je Mohamed preselil skupaj z Abu Bakrom in preživel 14 dni v tej mošeji in molil kaṣr (arabsko قَصْر, latinizirano: kratka molitev), medtem ko je čakal, da Ali prispe v Medino, potem ko je ostal v Meki, da bi zaščitil Mohamedovo življenje in pobegnil, tako da je spal v Mohamedovi postelji namesto njega. Opravljanje Vuḍū ('umiranja') doma, nato molitev dveh Rakaāt Nafl (izbirnih) molitev v mošeji Kuba se šteje za enako izvedbi ene umre. Mohamed je hodil tja vsako soboto, jezdeč ali peš in molil molitev dveh rakaāt. Drugim je svetoval, naj storijo enako, rekoč: »Kdorkoli opravi umivanje doma in nato odide in moli v mošejo Kuba, bo imel nagrado kot umra«. Ta ḥadīth so poročali Ahmad ibn Hanbal, Al-Nasai, Ibn Majah in Hakim al-Nishaburi.
Sprva je bila mošeja zgrajena 6 kilometrov (3,7 milje) od Medine v vasi Quba, preden se je Medina razširila na to vas.[7] Prva mošeja bi bila usmerjena proti Jeruzalemu in Mohamed jo je najverjetneje obnovil, ko je bila kibla (smer molitve) spremenjena proti Kaabi v Meki. [11] [12]

### Spremembe
Mošeja je bila v kasnejših obdobjih večkrat predelana in razširjena. Razširili so jo pod kalifom Uthmanom (vladal 644 – 656 n. št.). Druga širitev se je zgodila leta 684 n. št., med vladavino omajadskega kalifa Abd al-Malika ibn Marvana. Pod njegovim naslednikom Al-Validom I. (vladal 705–715) je bila mošeja obnovljena. Prvi minaret je bil dodan pod Omarjem ibn Abd al-Azizom (vladal 717–720).
Še ena prenova se je zgodila leta 1044, ko je mihrab (nišo, ki simbolizira kiblo) dodal Šarif Abu Jala Ahmad ibn Hasan (ali Abu Jali al-Huseini). Nadaljnji dodatki so bili opravljeni okoli 80 let kasneje. Poznejše prenove je izvedel zengidski vezir Džamal al-Din al-Isfahani leta 1160. Med mameluškim obdobjem je sultan Al-Nasir Mohamed ibn Kalavun rekonstruiral mošejo leta 1333, strop je bil predelan pod Al-Ašraf Barsbajem leta 1436, Kajtbaj pa jo je prenovil leta 1476.
V osmanski dobi je sultan Sulejman Veličastni sponzoriral rekonstrukcijo minareta in stropa mošeje leta 1543. Sultan Mustafa II. je te iste elemente ponovno prenovil leta 1699. Večje prenove in spremembe so potekale leta 1829 in v naslednjem desetletju med vladanjem Mahmuda II. (vladal 1808–1839) in Abdulmedžid I. (vladal 1839–1861).

### Moderna rekonstrukcija
Današnja mošeja je rezultat popolne rekonstrukcije, ki se je začela leta 1984 pod saudskim kraljem Fahdom bin Abdulazizom. To je povečalo velikost mošeje. Egiptovski arhitekt Abdel-Vahed El-Vakil je dobil naročilo, da si zamisli večjo mošejo. Sprva je nameraval vključiti staro strukturo v svoj načrt, vendar je bilo sčasoma odločeno, da porušijo staro mošejo in jo v celoti nadomestijo z novo.

## Arhitektura

### Zgodnja oblika
Prvotna mošeja naj bi bila kvadratna ali pravokotna obzidana z odprtim dvoriščem. V Mohamedovem času je bilo na strani kible dodano pokrito območje, podprto s stebri. Drugi zgodovinski opisi mošeje večinoma izvirajo iz obdobij po tem, ko so jo drugi že razširili. Večji del svoje zgodovine pred rekonstrukcijo v 1980-ih je ohranjala svojo običajno omajadsko obliko s pokrito molitveno dvorano in notranjim dvoriščem, obdanim z galerijami z vrstami lokov.
Omajadska stavba v času prenove Omarja ibn Abd al-Aziza (začetek 8. stoletja) je bila izdelana iz rezanega kamna in apna, s stropom iz dragocenega lesa. Okrašena je bila tudi z mozaiki, verjetno ustvarjenimi s pomočjo bizantinskih obrtnikov, ki so približno v istem času delali tudi na prenovi Prerokove mošeje v Medini. Po opisih v obdobju Abasidov, kot je opis Ibn Šabbe, je mošeja merila približno 32 × 32 metrov in je vsebovala notranje dvorišče, ki je merilo približno 24 × 12,5 metra, medtem ko je bilo njeno obzidje visoko približno 9 metrov, njen minaret pa približno 24 metrov.
Obnova v zgodnjem 19. stoletju, ki jo je začel Mahmud II., je zamenjala prvotno raven strop mošeje z novim stropom plitvih kupol, podprtih z loki in stebri. Pred sodobno rekonstrukcijo je imela zahodni vhod mošeje tudi fasado z osmanskimi tugrami (kaligrafskimi podpisi) in napisom, ki je beležil dela Mahmuda II.. V poznem 19. stoletju je pisec Ibrahim Rifat Paša poročal, da je mošeja merila približno 40 × 40 metrov s stropom, visokim približno 6 metrov.

### Današnja mošeja
Nova mošeja je sestavljena iz pravokotne molilne dvorane, dvignjene na ploščadi drugega nadstropja. Molilna dvorana je povezana s skupino, ki vsebuje stanovanjske prostore, pisarne, prostore za umivanje, trgovine in knjižnico.
Nedavna nova gradnja mošeje Kuba, ki se je zgodila leta 1984, vključuje veliko novih dodatkov, kot je 7 glavnih vhodov, 4 vzporedni minareti in 56 mini kupol, ki obdajajo obod mošeje z vidika nad glavo. Dvorišče te mošeje je sestavljeno iz črnega, rdečega in belega marmorja, večina stavb in notranjih struktur, kot sta minbar in mihrab, pa je sestavljenih iz belega marmorja. Prvotno je bil en minaret, nove prenove so vključevale dodajanje ostalih treh minaretov, ki temeljijo na kvadratnih podlagah, imajo osmerokotne gredi, ki dobijo krožno obliko, ko dosežejo vrh.
Molilna dvorana je razporejena okoli osrednjega dvorišča, za katerega je značilno šest velikih kupol, ki počivajo na gručastih stebrih. Portik, ki je globok dve traveji na vzhodu in zahodu omejuje dvorišče, na severu pa ga omejuje enostranski portik, ki ga ločuje od ženskega molilnega prostora.
Območje za molitev žensk, ki je obdano z zaslonom, je razdeljeno na dva dela, saj prehod povezuje severni vhod z dvoriščem. Ko je bila mošeja Kuba obnovljena leta 1986, je bila ohranjena medinska arhitektura – rebraste bele kupole, ter bazaltna obloga in skromna zunanjost – lastnosti, ki spominjajo na Madinino preprostost. Dvorišče je označeno s črnim, rdečim in belim marmorjem. Podnevi je pred žgočo vročino zaščiten s senčili. Arabeskne rešetke filtrirajo svetlobo palmovih nasadov zunaj. Elementi nove stavbe vključujejo delo egiptovskega arhitekta Abdel-Vahed El-Vakila, pakistanskega arhitekta Hasana Khana Sajida in stuttgartskega arhitekta Mahmuda Bodo Rascha, učenca Freija Otta.
- Današnja mošeja
- Zunanjost mošeje
- Notranje dvorišče
- Notranja molilna dvorana
- Mhrab

## V Koranu
Verjame se, da je to mošeja, ki jo Koran omenja, da temelji na pobožnosti (Masjid al-Takva)
[[quote|Obstajajo tudi tisti ˹hinavci˺, ki so postavili mošejo ˹samo˺, da bi povzročali škodo, pospeševali nevero, delili vernike in kot oporišče za tiste, ki so se prej borili proti Alahu in njegovemu poslancu. Zagotovo bodo prisegli: »Nameravali smo le dobro«, toda Alah priča, da so zagotovo lažnivci. Nikoli ne moli ˹O prerok˺ v njem. Vsekakor je mošeja, ki je od prvega dne temeljila na pravičnosti, bolj vredna vaših molitev. V njej so moški, ki se radi prečiščavajo. In Alah ljubi tiste, ki se očistijo.|— Sura At-Tavbah 9:108}}